# Cajanus lanuginosus
Cajanus lanuginosus är en ärtväxtart som först beskrevs av Sally T. Reynolds och Leslie Pedley, och fick sitt nu gällande namn av Laurentius Josephus Gerardus Jos van der Maesen. Cajanus lanuginosus ingår i släktet Cajanus och familjen ärtväxter. Inga underarter finns listade i Catalogue of Life.